# Vipera (film)
Vipera è un film del 2001 diretto da Sergio Citti.

## Trama
Il film presenta due tempi stilisticamente diversi fra loro. Nella prima metà viene raccontata la difficile vita di Leone (Harvey Keitel), abbandonato dalla volubile moglie Vipera (Elide Melli), dedito all'alcolismo, e oltraggiato da una squadraccia agli ordini del ras Guastamacchia (Giancarlo Giannini), ma Leone è un padre modello e la piccola Rosetta (Larissa Volpentesta) è la sua unica ragione di vita. La bambina rimane presto incinta di Guastamacchia che nel frattempo ha smesso la camicia nera per quella rossa, cavalcando gli umori del suo popoletto, il cuore di Leone non regge al troppo dolore e al troppo vino, e si ferma mentre il maniscalco tornava a casa. Rosetta partorisce ma il bambino le viene subito tolto, mentre lei finisce in un istituto.
La seconda metà della pellicola vede la giovane Rosetta (Annalisa Schettino) che uscita dall'istituto si mette alla ricerca di suo figlio, senza nemmeno conoscere il suo volto, ma sapendo solo un nome; Fortunato. Rosetta vaga nella Sicilia degli anni cinquanta armata solo della sua semplicità; incontra sua madre, Vipera, che presto si rivela una povera donna, distrutta dal tempo e dalla gelosia, e diviene definitivamente pazza quando uno dei suoi uomini le porta via il figlio che stava accudendo. Rosetta finisce per caso in una casa gestita da prostitute, un bordello nel nulla della campagna, qui incontra un bambino che aveva già incontrato all'inizio del suo viaggio, un trovatello che vive di espedienti e di piccoli furti, Rosetta capisce che la sua ricerca è finita, e stringe la mano al piccolo uomo mentre si avviano verso la prossima città.